# Нью-Еллентон (Південна Кароліна)
Нью-Еллентон (англ. New Ellenton) — місто (англ. city) в США, в окрузі Ейкен штату Південна Кароліна. Населення — 2210 осіб (2020).

## Географія
Нью-Еллентон розташований за координатами 33°25′8″ пн. ш. 81°40′49″ зх. д. / 33.41889° пн. ш. 81.68028° зх. д. (33.418839, -81.680154).  За даними Бюро перепису населення США в 2010 році місто мало площу 12,37 км², з яких 12,36 км² — суходіл та 0,01 км² — водойми.

## Демографія
Згідно з переписом 2010 року, у місті мешкали 2052 особи в 873 домогосподарствах у складі 568 родин. Густота населення становила 166 осіб/км².  Було 1020 помешкань (82/км²).
Расовий склад населення:
| - 58,2 % — білих - 36,7 % — чорних або афроамериканців - 0,4 % — азіатів - 0,1 % — корінних американців - 1,6 % — осіб інших рас |

До двох чи більше рас належало 2,9 %. Частка іспаномовних становила 3,3 % від усіх жителів.
За віковим діапазоном населення розподілялося таким чином: 20,4 % — особи молодші 18 років, 61,6 % — особи у віці 18—64 років, 18,0 % — особи у віці 65 років та старші. Медіана віку мешканця становила 42,1 року. На 100 осіб жіночої статі у місті припадало 95,4 чоловіків;  на 100 жінок у віці від 18 років та старших — 91,2 чоловіків також старших 18 років.
Середній дохід на одне домашнє господарство  становив 45 707 доларів США (медіана — 34 044), а середній дохід на одну сім'ю — 54 270 доларів (медіана — 46 838). Медіана доходів становила 36 360 доларів для чоловіків та 37 292 долари для жінок. За межею бідності перебувало 26,2 % осіб, у тому числі 46,1 % дітей у віці до 18 років та 8,5 % осіб у віці 65 років та старших.
Цивільне працевлаштоване населення становило 1003 особи. Основні галузі зайнятості: роздрібна торгівля — 22,1 %, освіта, охорона здоров'я та соціальна допомога — 20,4 %, виробництво — 10,0 %, транспорт — 9,1 %.